# Я «любила» мужа
«Я „люби́ла“ му́жа» — российское 5-серийное драмеди Юлии Трофимовой. Производством проекта занималась кинокомпания братьев Андреасян. Рабочее название сериала — «Я уби́ла му́жа».
Премьера двух первых серий состоялась в онлайн-кинотеатре Premier 26 января 2023 года. Серии размещались по вторникам и четвергам. Заключительная серия вышла 7 февраля 2023 года.

## Сюжет
Домохозяйка Ксения случайно во время секса убивает собственного мужа Артёма, узнав о его неверности. Опасаясь, что детей у неё могут отнять, а её саму посадить в тюрьму, Ксения прячет тело любимого супруга и начинает строить отношения со следователем Олегом, который разыскивает пропавшего Артёма.

## Актёры и роли

### В главных ролях
| Актёр               | Роль                               |
| ------------------- | ---------------------------------- |
| Светлана Ходченкова | Ксения Володина                    |
| Александр Яценко    | Олег Капронов капитан полиции      |
| Павел Ворожцов      | Артём Сергеевич Володин муж Ксении |

### В ролях
| Актёр             | Роль                              |
| ----------------- | --------------------------------- |
| Юлия Александрова | Евгения соседка Ксении и Артёма   |
| Иван Коротков     | Макар младший сын Ксении и Артёма |
| Никита Родионов   | Егор старший сын Ксении и Артёма  |
| Юрий Ицков        | Сергей Ефимович                   |
| Олег Гаас         | Кирилл                            |
| Галина Кашковская | Галина                            |
| Дарья Румянцева   | Марина беременный бухгалтер       |
| Андрей Фомин      | Леонид                            |
| Тарас Кузьмин     | директор                          |
| Григорий Кокоткин | полицейский                       |
| Наталия Потапова  | репетитор                         |

## Производство
Сценарий сериала был написан в 2019 году, но творческая группа не сразу смогла найти финансирование.
Съёмки сериала стартовали в июне 2022 года.
Премьерный показ двух первых серий состоялся на курорте «Роза Хутор» 23 сентября 2022 года в рамках фестиваля онлайн-кинотеатров «Новый сезон».

## Мнения
Сериал получил неоднозначные оценки критиков и журналистов.
- Анжелика Котикова, StarHit:

Происходящее на экране, действительно, вызывает приступы смеха, хоть в сюжете в целом и в отдельных эпизодах в частности легко узнать известные картины.
- Маша Бороденко, Кино-театр.ру:

Сюжету об отчаявшейся домохозяйке отчаянно не хватает должного сарказма, драйва и нотки абсурда.